# Ice Ice Baby
"Ice Ice Baby" är en låt av Vanilla Ice, som släpptes på dennes album To the Extreme 1990. Låten blev den andra raplåten någonsin att nå förstaplatsen på Billboardlistans Hot 100 sedan popgruppen Blondies singel Rapture från 1981 och var även bland de första att nå den brittiska singellistans förstaplats. Singeln, som utgavs av skivbolaget SBK Records, sålde i 15 miljoner exemplar. 
Låtens bakgrundskomp är mycket lik Queen och David Bowies låt Under Pressure, med endast en liten skillnad mellan de två melodislingorna. Vanilla Ice hävdade att denna mindre skillnad gjorde att han inte behövde betala några royalties till Queen och Bowie, något som fick stor uppmärksamhet. Även om Vanilla Ice aldrig blev stämd för att ha använt melodin, förlikades parterna och Queen och Bowie uppgavs retroaktivt som upphovsmän för melodislingan.